# Opsamates pustulosus
Opsamates pustulosus là một loài bọ cánh cứng trong họ Cerambycidae.